# Bernd Elfering
Bernd Elfering (* 9. Oktober 1956) ist ein ehemaliger deutscher Fußballspieler.

## Sportlicher Werdegang
Elfering rückte bei Bayer 04 Leverkusen während der Spielzeit 1975/76 aus der A-Jugend-Mannschaft in den Profikader auf und debütierte unter Trainer Radoslav Momirski im März 1976 bei einem 2:1-Auswärtserfolg bei Preußen Münster in der 2. Bundesliga. In der Folge gehörte der Offensivspieler unregelmäßig zum Spieltagskader und kam bis Saisonende zu vereinzelten Zweitligaeinsätzen während er vornehmlich weiter in der Jugendmannschaft spielte. Unter Willibert Kremer kam er am Ende der folgenden Spielzeit erneut zu Spieleinsätzen und rückte nach seinem Tordebüt beim 1:1-Remis gegen Westfalia Herne im Mai 1977 in den abschließenden drei Saisonspielen in die Startformation – dabei ließ er beim 4:3-Auswärtssieg beim Tabellendritten Wuppertaler SV sowie dem 4:0-Heimsieg gegen den 1. SC Göttingen 05 weitere Treffer folgen. Dennoch konnte er sich auch in der Folge nicht dauerhaft unter Kremer etablieren. Nach zwei Kurzeinsätzen zu Beginn der Spielzeit 1978/79, die mit der Zweitligameisterschaft der Leverkusener endete, wechselte er im Oktober zum Ligakonkurrenten SG Union Solingen. Horst Franz stellte ihn direkt in die Startformation, er konnte jedoch nicht überzeugen und rutschte nach vier Spieleinsätzen aus der Mannschaft. Erst im letzten Saisondrittel konnte er sich zeitweise in der Mannschaft etablieren und gehörte auch in den beiden folgenden Spielzeiten unter Franz sowie dessen Nachfolgern Gerhard Prokop und Frank Herbeling zum erweiterten Stammspielerkreis, als der Klub sich 1981 für die eingleisige 2. Bundesliga qualifizierte. Hier fand er sich zunehmend in der Rolle des Ergänzungsspielers wieder und bestritt im Lauf der Spielzeit 1981/82 13 Ligaeinsätze. Nach 83 Zweitligaeinsätzen für die Solinger, in denen er fünf Tore erzielt hatte, verabschiedete er sich in der Folge mit unbekanntem Ziel.